# 孝誠恭皇后
孝誠端惠慈順貞穆符天篤聖恭皇后（？—？），福忠王正妃。

## 追封
崇禎十七年秋七月丙戌朔戊子，弘光帝追尊皇考朱常洵曰貞純肅哲聖敬仁毅恭皇帝，皇妣先太妃姚氏尊諡號曰孝誠端惠慈順貞穆皇太后。
崇禎十七年九月癸丑，禮科都沈胤培奏：恭皇帝專廟未成，宜奉位宮中中小殿，以皇妣孝誠太后配，二先后俱祔姑享。從之。後永曆帝加諡號曰孝誠端惠慈順貞穆符天篤聖恭皇后。